# Triumph Sprint ST 1050
Triumph Sprint ST 1050 je sportovně cestovní motocykl, vyvinutý firmou Triumph, vyráběný od roku 2005.

## Historie
Prvním modelem řady Sprint byl v roce 1993 Triumph Sprint 900, v roce 1998 pak následoval přímý předchůdce Triumph Sprint 955 ST. V roce 2010 byl představen cestovnější model Trimph Sprint GT 1050.

## Design
Design je charakterizovaný trojicí předních reflektorů, trojicí koncovek výfuků pod sedlem a jednostrannou zadní kyvnou vidlicí.

## Technické parametry
- Rám: páteřový z lehkých slitin
- Suchá hmotnost: 210 kg
- Pohotovostní hmotnost: 241 kg
- Maximální rychlost: 258 km/h
- Spotřeba paliva: 7,2 l/100 km